# Homo erectus nankinensis
Homo erectus nankinensis (нанкінська людина) — вимерлий підвид Homo erectus, чиї викопні зуби і фрагменти черепа були знайдені в березні 1993 у печері Huludong (Таншань) приблизно за 26 км на схід від Нанкіна, провінція Цзянсу, Китай. Кістки були термоіонізовані безпосередньо від мас-спектрометра. Отже, нанкінська людина жила близько 580-620 тис. років тому на півдні Китаю[прояснити]. Череп нині зберігається у Нанкінському музеї і детально досліджується авторитетними фахівцями галузі.